# Lamelliconcha paytensis
Lamelliconcha paytensis is een tweekleppigensoort uit de familie van de Veneridae. De wetenschappelijke naam van de soort is voor het eerst geldig gepubliceerd in 1845 door d'Orbigny.